# تیگران هاخومیان
تیگران سیمئونی هاخومیان (ارمنی: Տիգրան Սիմեոնի Հախումյան؛  زادهٔ ۱۷ ژانویهٔ ۱۸۹۴ - درگذشته ۲۵ مارس ۱۹۷۳) نمایش‌نامه‌نویس، مترجم، تاریخ‌نگار ادبی و استاد دانشگاه اهل ارمنستان بود.

## زندگی‌نامه
وی در ۱۷ ژانویهٔ ۱۸۹۴ در ایروان به دنیا آمد و از hy:Բաքվի ռեալական ուսումնարան (۱۹۱۲) و hy:Մոսկվայի կայսերական համալսարան (۱۹۱۷) فارغ‌التحصیل گشت. وی عضو اتحادیه نویسندگان شوروی بود. هاخومیان در مشاک، ماچکال، هایاستان، ورئلک، Հայկական պետական մանկավարժական համալսարան, دانشگاه دولتی ایروان و دانشگاه دولتی زبان‌ها و علوم اجتماعی بروسوف ایروان فعالیت می‌کرد. همچنین برندهٔ جوایزی همچون نشان برجسته افتخار و چهره هنری شایسته ارمنستان شوروی شده‌است. وی در ۲۵ مارس ۱۹۷۳ در سن ۷۹ سالگی در ایروان درگذشت و در آرامستان مرکزی ایروان (توخماخ) به خاک سپرده شد.

## نگارخانه

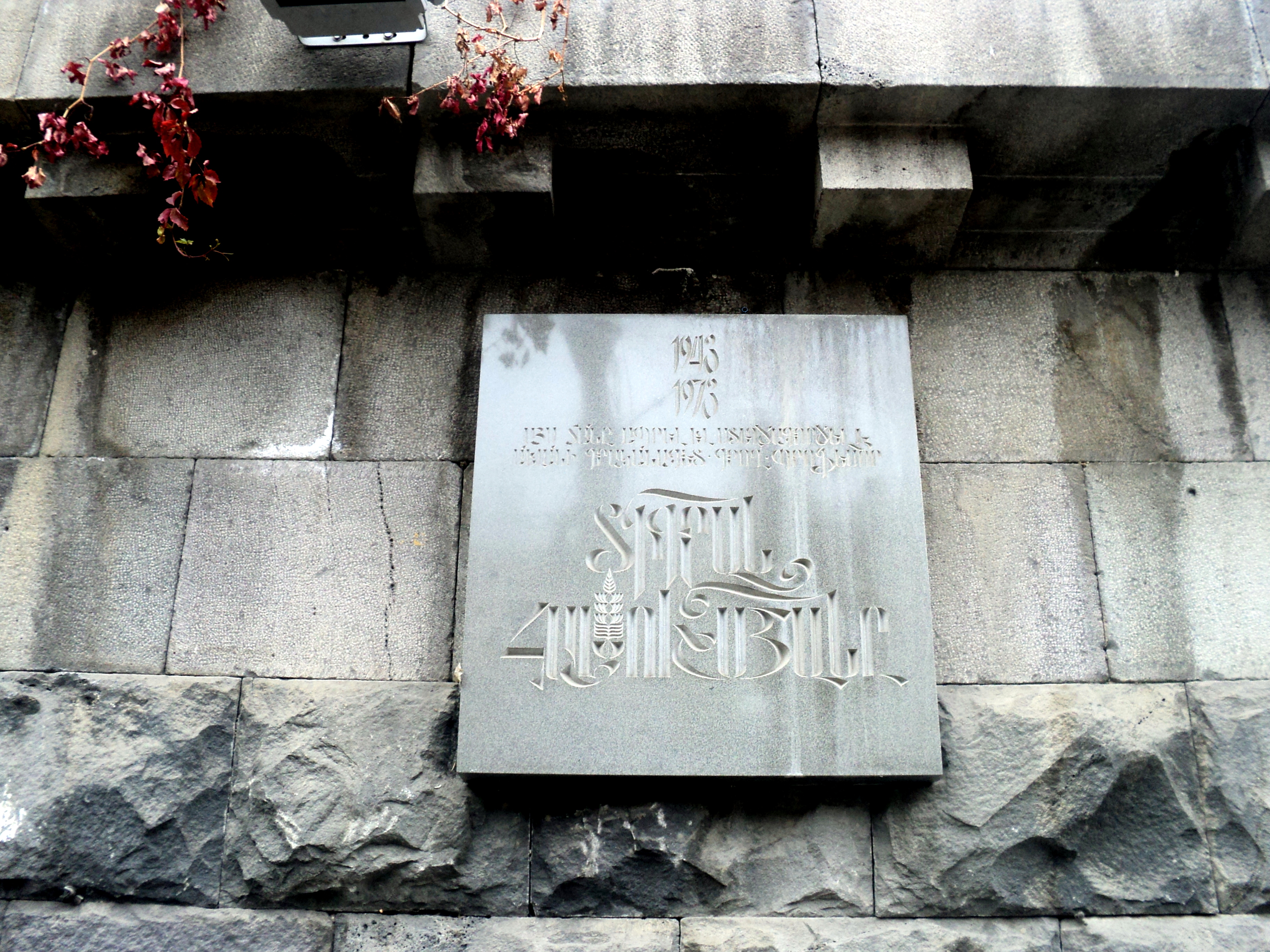